# Kawalu (distriktshuvudort i Indonesien)
Kawalu är en distriktshuvudort i Indonesien.   Den ligger i provinsen Jawa Barat, i den västra delen av landet, 200 km sydost om huvudstaden Jakarta. Kawalu ligger 325 meter över havet och antalet invånare är 50 541.
Terrängen runt Kawalu är platt åt nordost, men åt sydväst är den kuperad.Runt Kawalu är det tätbefolkat, med 709 invånare per kvadratkilometer. Närmaste större samhälle är Tasikmalaya, 6,2 km norr om Kawalu. I omgivningarna runt Kawalu växer i huvudsak städsegrön lövskog.